# FS Jelgava
FS Jelgava is een Letse voetbalclub uit de stad Jelgava. De clubkleur is bordeauxrood.
De club werd in 1977 opgericht als Metālists Jelgava en als RAF Jelgava en won driemaal de Letse beker sinds de onafhankelijkheid. Na financiële problemen kreeg de club een bod van de universiteit van Riga en verhuisde naar Riga en nam de naam Universitāte Rīga aan. Sinds 2001 speelt de club weer in Jelgava; eerst weer als RAF Jelgava, vanaf 2004 onder de huidige naam.
Voor het seizoen 2021 ontving de club geen licentie voor de Virsliga. Het speelde als FS Jelgava in de 1. līga en werd daar kampioen. Toen kon het wel weer een licentie voor het hoogste niveau behalen. In 2024 eindigde de club als laatste maar degradeerde niet omdat Valmiera FC zich terugtrok.

## Historische namen
- 1977-1979: Metālists Jelgava
- 1980-1987: Automobilists Jelgava
- 1988-1995: RAF Jelgava
- 1996: RAF Rīga
- 1997: Universitāte Rīga
- 2001-2003: RAF Jelgava
- 2004-2021: FK Jelgava
- 2021-heden: FS Jelgava

## Erelijst
- Kampioen SSR Letland

1988, 1989
- Beker van Letland

1993, 1996, 2010, 2014, 2015

## Eindklasseringen
| 2 |

| 2 |

| 2 |

| 2 |

| 2 |

| 2 |

| 6 |

| 6 |

| 7 |

| 8 |

| 3 |

| 4 |

| 2 |

| 6 |

| 6 |

| 7 |

| 7 |

| 10 |

| 1 |

| 6 |

| 10 |

| Virslīga | 1. līga |

## In Europa
FS Jelgava speelt sinds 1993 in diverse Europese competities. Hieronder staan de competities en in welke seizoenen de club deelnam:
- Europa League (5x)

2010/11, 2014/15, 2015/16, 2016/17, 2017/18
- Europacup II (2x)

1993/94, 1996/97
- UEFA Cup (1x)

1995/96
- Intertoto Cup (1x)

1997